# Boa Viagem (Ceará)
Boa Viagem is een gemeente in de Braziliaanse deelstaat Ceará. De gemeente telt 56.236 inwoners (schatting 2009).

## Aangrenzende gemeenten
De gemeente grenst aan Santa Quitéria, Madalena, Quixeramobim, Pedra Branca, Monsenhor Tabosa, Tamboril en Independência.

## Verkeer en vervoer
De plaats ligt aan de radiale snelweg BR-020 tussen Brasilia en Fortaleza. Daarnaast ligt ze aan de wegen CE-168, CE-265 en CE-266.